# Fouke

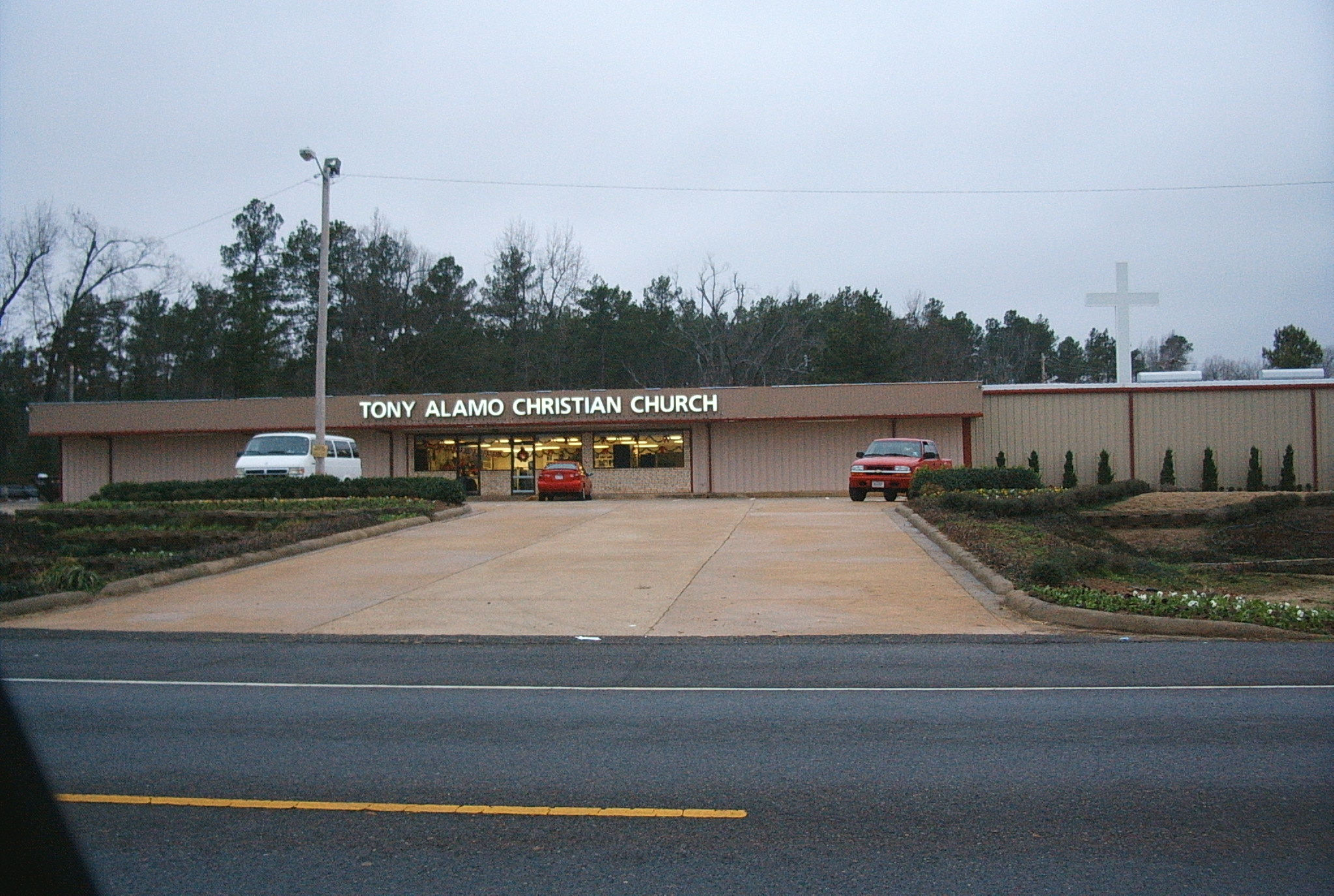
Tony Alamo kerk in Fouke

Fouke is een plaats (town) in de Amerikaanse staat Arkansas, en valt bestuurlijk gezien onder Miller County.

## Demografie
Bij de volkstelling in 2000 werd het aantal inwoners vastgesteld op 814.
In 2006 is het aantal inwoners door het United States Census Bureau geschat op 856, een stijging van 42 (5,2%).

## Geografie
Volgens het United States Census Bureau beslaat de plaats een oppervlakte van
2,7 km², geheel bestaande uit land. Fouke ligt op ongeveer 86 m boven zeeniveau.

## Plaatsen in de nabije omgeving
De onderstaande figuur toont nabijgelegen plaatsen in een straal van 32 km rond Fouke.